# Skyhawks de Wichita
Les Skyhawks de Wichita sont une franchise professionnelle de hockey sur glace ayant évolué dans l'Association américaine de hockey.

## Historique
Depuis la saison 1932-33, Wichita possède une équipe dans l'AHA : les Blue Jays sont issus du déménagement des Hornets de Duluth et deviennent ensuite les Vikings mais la franchise est supprimée par la ligue après seulement trois matchs joués lors de la saison 1933-34.
Les Skyhawks sont créés en 1935 et passent cinq saisons dans l'AHA avant d'être dissous en 1940. Au cours de ces cinq saisons, ils terminent derniers à trois reprises, leur meilleur classement étant une troisième place en 1937-38.

## Saisons
| Saison  | PJ  | V  | D   | N  | PTS | BP  | BC  | Classement   |
| ------- | --- | -- | --- | -- | --- | --- | --- | ------------ |
| 1935-36 | 48  | 16 | 32  | 0  | 32  | 81  | 114 | Derniers     |
| 1936-37 | 48  | 18 | 27  | 3  | 36  | 84  | 87  | Cinquièmes   |
| 1937-38 | 48  | 23 | 21  | 4  | 46  | 125 | 133 | Troisièmes   |
| 1938-39 | 51  | 13 | 35  | 3  | 26  | 113 | 175 | Derniers     |
| 1939-40 | 45  | 12 | 33  | 0  | 24  | 97  | 194 | Derniers     |
| Totaux  | 240 | 82 | 148 | 10 | 164 | 500 | 703 | Cinq saisons |